# Críticas às Testemunhas de Jeová
As Testemunhas de Jeová atraíram críticas das principais vertentes cristãs, de alguns membros da comunidade médica, membros desassociados e de alguns comentaristas a respeito de suas crenças e práticas. A religião foi acusada de inconsistência e mudança doutrinária, de predições falsas, de traduções erradas da Bíblia, de tratamento duro dos ex-membros e de liderança autocrática e coercitiva. Outros objetos de crítica envolvem a rejeição desta religião à transfusão de sangue, particularmente em situações médicas de risco de vida, e alegações de que seus líderes teriam falhado em reportar casos de abuso sexual de crianças às autoridades. Muitas das alegações são negadas pelas Testemunhas de Jeová e algumas foram também disputadas em tribunal e debatidas por estudiosos religiosos.

## Crítica Bíblica
A Sociedade Torre de Vigia foi criticada por sua recusa em revelar os nomes e credenciais acadêmicas dos seus tradutores da "Tradução Novo Mundo das Escrituras Sagradas". Isto se explica segundo eles que os créditos a tradução se devem a Jeová Deus, e não a homens. A Sociedade alegou que os membros do comitê dessa tradução desejaram permanecer anônimos, tendo por vista exaltar o nome de Deus, enquanto a Torre de Vigia afirmou que as qualificações educacionais desses tradutores eram desimportantes e que “a tradução em si comprova suas qualificações”.
Raymond Franz, um ex-membro do Corpo Governante, alegou que dos quatro homens que constituíram o comitê, apenas um – o principal tradutor, seu tio Frederick Franz – tinha conhecimento suficiente acerca das línguas bíblicas para ter participado do projeto.Porém não se tem certeza dos tradutores. Frederick Franz estudou grego por dois anos e foi autodidata em hebraico.
Muitas das críticas da “Tradução Novo Mundo das Escrituras Sagradas” envolvem a tradução de certos textos considerados tendenciosos em relação a práticas e doutrinas específicas das Testemunhas. Essas incluem o uso de “estaca de tortura” no lugar de “cruz” através do Novo Testamento exemplos são: a tradução de João 1:1, com a inserção de um artigo indefinido “a” em sua tradução para tornar “A Palavra era [um] deus”; Romanos 10:10, que usa o termo, “declaração pública”, que deve reforçar o imperativo de se engajar em pregação pública; João 17:3, que usa o termo “que absorvam conhecimento de ti” antes que “conhecer”, para sugerir que a salvação depende de estudos contínuos, e a colocação de uma vírgula em Lucas 23:43, que afeta o tempo de concretização de uma promessa de Jesus a um ladrão no Calvário.
Também é criticada a inserção do nome Jeová 237 vezes no Novo Testamento. Embora esta forma Jeová apareça várias vezes em manuscritos antigos da bíblia  As publicações da Torre de Vigia alegaram que o nome foi “restaurado” sobre bases seguras, assegurando que quando os autores do Novo Testamento citam escrituras antigas do Antigo Testamento contendo o Tetagrama YHWH, “os tradutores têm o direito de traduzir Kyrios (“Senhor”) como Jeová", pois como delineado nas escrituras, Deus possui um nome pessoal e não é reconhecido por um mero título." A Tradução Novo Mundo das Escrituras Sagradas menciona vinte e sete outras traduções que têm similarmente traduzido Kyrios como uma forma do nome Jeová, alegando que há apenas um verso no qual sua tradução não está de acordo com as outras.

## Críticas às Doutrinas

### Alegações de Profecias falsas
Algumas crenças das Testemunhas de Jeová se baseiam nos ensinamentos de Jesus , o Milênio e o Reino de Deus. Suas publicações, portanto, publicaram e continuam publicando predições sobre os eventos mundiais que eles acreditam estarem profetizados na Bíblia. As predições de eventos publicadas na Sentinela desde 1881 levou à alteração ou abandono de algumas doutrinas como parte de um processo que a Sociedade Torre de Vigia descreveu como uma "revelação progressiva", na qual Deus gradualmente guiaria seus seguidores a uma compreensão mais clara de seu desejo. Raymond Franz citou publicações que alegavam que Deus usou as Testemunhas de Jeová como profetas. Críticos, incluindo o professor associado James A. Beverley, acusaram a religião de realizar profecias falsas, particularmente porque em muitos casos elas vinham acompanhadas de asserções de que tais predições estariam "além da dúvida" e haviam sido aprovadas por Deus. Beverley  diz que a Sociedade Torre de Vigia criticou outros que fizeram falsas predições acerca do fim do mundo (ele cita a revista Despertai de 1968 que diz que outros grupos são “culpados de profecia falsa” após ter “predito o fim do mundo, e até anunciando sua data específica”), e descreve seu histórico de contar o futuro como “patético”.
As publicações da Sentinela afirmaram que os cristãos confiam em Deus e, portanto, “eles não questionam o que ele diz a eles através de sua palavra escrita e sua organização”. Tais afirmações levaram à crítica de que se espera que membros da religião coloquem “confiança inabalável” nas predições da Sentinela  e encarem expulsão caso eles não aceitem seus ensinamentos, mesmo se muitas de suas predições se provaram falsas.
A Sociedade Torre de Vigia rejeita a acusação de ser um falso profeta. Ela diz que suas explicações sobre profecia bíblica não são infalíveis e que suas predições não são explicitamente tidas como “as palavras de Jehovah”. Ela afirma que algumas de suas expectativas precisaram de ajustes por causa da ânsia pelo Reino de Deus, mas que esses ajustes não são razão para “colocar em questão todo o corpo de verdade”. Raymond Franz alegou que a Sociedade Torre de Vigia tenta fugir de sua responsabilidade citando a falibilidade humana como defesa, ao mesmo tempo em que se considera porta-voz de Deus e faz previsões enfáticas. Franz acrescenta que a ânsia da organização pelo retorno não permite que ela não aceite os motivos daqueles que não querem aceitar suas previsões.

### Previsões não realizadas
Desde as mais antigas publicações do fundador da Sociedade Torre de Vigia, Charles Taze Russell, em meados da década de 1870, as publicações da sociedade têm afirmado a confiabilidade de suas previsões, com uma linguagem enfática, como “verdade estabelecida” e “indisputável”. Previsões feitas em 1892, dizendo que o Armageddon tomaria lugar em Outubro de 1914, afirmando que a data era “definitivamente marcada pelas Escrituras”, e o editor da Sentinela Charles Taze Russell declarou: “Nós não vemos razões para mudar as imagens– nem poderíamos mudar se quiséssemos. Elas são, acreditamos, as datas de Deus, não a nossa”. Previões acerca do começo do reino de mil anos de Cristo em 1925 foram tidas como “corretas além da dúvida”, “absolutamente e qualificadamente corretas”, “indisputáveis” e trazendo “a estampa de aprovação pelo Deus Todo-Poderoso”.
As publicações da Sentinela ocasionalmente perceberam que elas “sugeriram datas que acabaram sendo incorretas” como um resultado de sua “ânsia pela segunda vinda de Jesus”, acrescentando que elas nunca haviam alegado que as predições eram “palavras de Jehovah”. As publicações, por vezes, simplesmente esqueceram suas afirmações prévias, afirmando no lugar que os membros haviam “lido na Sentinela afirmações que não eram a intenção”, e que as crenças dos membros eram “baseadas em premissas erradas”. Outras predições falhas são ignoradas completamente. Um livro, O Mistério Terminado (1917), aplicou aos anos 1918-1925 eventos que eram anteriormente situados antes de 1914. Quando algum desses eventos veio novamente a não se mostrar correto, a edição de 1926 do livro alterou a afirmação e removeu as datas.
Em 1975, enquanto publicações e discursos públicos continuaram a construir as expectativas de que o Armageddon iria acontecer naquele ano, o membro do Corpo Governante Frederick Franz anunciou numa convenção das Testemunhas em Toronto que ele estava “procurando confiantemente” por aquilo que o outono traria; numa outra convenção em Toronto, no ano seguinte, ele anunciou que o Armageddon não ocorreu porque as Testemunhas não o esperavam. De acordo com o autor James Penton, “Franz colocou a culpa do fiasco sobre toda a comunidade das Testemunhas de Jeová”.
Previsões (por data de publicação) incluem:
- 1877: O Reino de Cristo iria dominar completamente a Terra em 1914; Os judeus, como povo, seriam restaurados ao favor de Deus; os “santos” seriam carregados ao paraíso.[47]
- 1891: 1914 seria “o último limite do governo dos homens imperfeitos.” Charles Taze Russell, The Time Is At Hand (1891) citada por James Penton, Apocalypse Delayed, página 44.
- 1904: “Anarquia mundial” iria acompanhar o fim do tempo dos gentios em 1914.[48]
- 1916: A Primeira Guerra Mundial terminaria no Armageddon e no rapto dos “santos”.[49]
- 1917: Em 1918 a Cristandade iria ser esquecida como sistema e ser substituída por governos revolucionários. Deus iria “destruir as Igrejas vendidas e os membros das igrejas aos milhões”. Os membros das igrejas iriam “precer pela espada da guerra, revolução e anarquia”. Os mortos iriam jazer desenterrados. Em 1920, todos os governos terrenos iriam desaparecer, com a anarquia global prevalecendo.[50]
- 1920: O Reino do Messias seria estabelecido em 1925 e traria paz mundial. Deus iria começar a restaurar a terra. Abraão, Isaac, Jacó e outros patriarcas fiéis ressuscitaram à vida humana perfeita e se tornariam príncipes e governantes, os representantes visíveis da Nova Ordem na Terra. Aqueles que se mostraram obedientes a Deus nunca morreriam.[51]
- 1922: O antitípico jubileu que marcaria a intervenção de Deus nos assuntos terrenos em 1925 tomaria lugar “provavelmente no final”[52] daquele ano. A cronologia foi descrita como “correta além da dúvida”, “absolutamente e qualificadamente correta”, trazendo “a estampa da aprovação do Deus Todo-Poderoso” e “sublime demais para ser o resultado do acaso ou da intervenção humana”.
- 1924: A restauração da Terra por Deus iria começar “pouco depois” de Primeiro de Outubro de 1925. Jerusalém se tornaria a capital do mundo. Os “príncipes” ressuscitado, como Abel, Noé, Moisés e João Batista, dariam instruções aos seus servos ao redor do mundo por rádio, e aeroplanos transportariam pessoas de e para Jerusalém de todas as partes do globo em apenas “poucas horas”.[53]
- 1938: Em 1938, Armaggedon estava perto demais para casar ou ter filhos.[54]
- 1941: Haveria apenas “meses” sobrando até o Armaggedon.[55]
- 1942: O armaggedon estava imediatamente diante de nós.[56]
- 1966: Seriam seis mil anos desde a criação do homem no final de 1975, e seria “apropriado” que o Reino de Cristo começasse naquela época. O tempo estava “se esgotando, sem dúvidas”. O “futuro imediato” seria “certamente preenchido de eventos climáticos... em poucos anos no máximo”, as partes finais da profecia bíblia relatando os “últimos dias” iriam se realizar a partir do começo do Reino de Cristo.[57]
- 1968: Ninguém poderia dizer “com certeza” que a batalha do Armagedon começaria em 1975; mas o tempo estava “se esgotando rapidamente”[58] com “eventos como terremotos” que ocorreriam em breve. Em Março de 1968 havia apenas um “curto período de tempo restando”, com “apenas cerca de noventa meses restantes antes que os seis mil anos da existência do homem na terra se completasse”.[59]
- 1969: A existência humana não duraria o tempo suficiente para que as pessoas jovens crescessem; o sistema mundial iria terminar “em poucos anos”. Jovens Testemunhas não deveriam se preocupar em alcançar educação terciária por essa razão.[60]
- 1974: Haveria apenas um “curto tempo restante antes do terrível fim do mundo” e as Testemunhas deveriam vender suas casas e propriedades para “acabar com o resto de seus dias nesse velho sistema”.[61]
- 1984: Havia “muitas indicações” de que “o fim” estava mais próximo que o fim do século XX.[62]

- 1989: A Sentinela afirmou que a obra missionária cristã iniciada no primeiro século seria "completada no século XX".[63] Quando a revista foi republicada em volumes encadernados, a frase "em nosso século XX" foi substituída pela menos específica "em nossos dias".

### Mudanças de Doutrina
Embora a Sociedade Torre de Vigia afirme que o fundador da Sociedade, Charles Taze Russell, era conduzido pelo Espírito Santo de Deus, através do qual ele recebia “flashes de luz”, ela alterou substancialmente suas doutrinas desde a fundação e abandonou muitos dos ensinamentos de Russell. Muitas das mudanças envolveram cronologia bíblica que fora antes caracterizada como “além da dúvida”.
- Data do começo do domínio do Reino de Cristo. Russel ensinou que Jesus havia assumido poderes reais em Abril de 1878.[64][65] Em 1922, Joseph Rutherford alterou a data para 1914.
- Data da ressurreição dos cristãos ungidos: Após a falha das predições de que os santos escolhidos de Cristo seriam levados para o paraíso em 1878, [66] Russell desenvolveu o ensinamento de que aqueles “morrendo no Senhor” de 1878 em diante teriam uma ressurreição paradisíaca imediata.[67] A Torre de Vigia confirmou a doutrina em 1925,[68] mas dois anos mais tarde afirmou que a data estava errada,[69] e que o começo da ressurreição instantânea ao paraíso para Cristãos fiéis começaria em 1918.[70]
- As Grandes Pirâmides como “testemunhas de pedra” de Deus. Russell escreveu em 1910 que Deus mandou construir a Grande Pirâmide de Gizé, no Egito, como um testemunho da verdade da Bíblia e prova de sua cronologia identificando os “últimos dias”.[71][72] Em 1928, Rutherford refutou a doutrina e alegou que a Pirâmide havia sido construída sob a direção de Satanás.[73]

- Identidade do “escravo fiel e discreto”. Russell inicialmente acreditava que o “escravo fiel e discreto” de Mateus 24:45 era “todo membro desse corpo de Cristo... o corpo inteiro individualmente e coletivamente”.[74] Por volta de 1886 ele alterou sua visão e começou a explicar que se tratava de uma pessoa, e não da Igreja Cristã.[75] Russell aceitou as alegações de estudantes bíblicos de que ele era aquele “escravo”[76] e em 1909 descreveu como seus oponentes todos aqueles que interpretassem os termos “escravo fiel e discreto” como “todos os membros da Igreja de Cristo”, ao invés de interpretarem a figura como um indivíduo.[77] Por volta de 1927, a Sociedade Torre de Vigia abandonou a visão de Russell e passou a ensinar que se tratava de um “servo coletivo”.[78]
- Começo dos “últimos dias”. Desde as primeiras questões da Sentinel, Russell promoveu a crença de que os “últimos dias” haviam começado em 1799 e que terminariam em 1914.[79] Em 1921, as publicações da Torre de Vigia ainda diziam que os últimos dias haviam começado em 1799.[80] Em 1930, essa data foi abandonada e 1914 foi fixado como o começo dos últimos dias.
- O papel dos judeus no Reino de Deus. Russell seguia a visão de Nelson H. Barbour, que acreditava que em 1914 o Reino de Cristo tomaria o poder sobre toda a terra e de que os judeus, como povo, seriam restaurados ao favor de Deus.[81] Em 1889, Russell escreveu que com o fim dos “Tempos dos Gentios” em 1914, a cegueira de Israel iria ser curada e eles se converteriam ao Cristianismo.[82] O livro Life (1929) afirmou que o retorno dos judeus à Palestina, sinal do fim, estava muito próximo, porque os judeus “teriam os favores primeiro, seguidos por todos os outros que obedeciam ao Senhor” sob a restauração de Deus de seu Reino.[83]Em 1932, essa crença foi abandonada e desta data em diante a Sociedade Torre de Vigia ensinou que as Testemunhas eram o único Israel de Deus.[84]
- Data da presença invisível de Cristo. A Sociedade Torre de Vigia ensinou por mais de 60 anos que isso começou em 1874, insistindo em 1922 que a data estava “claramente indicada” e havia sido dada por autoridade de deus “além de qualquer possibilidade de revisão” e alertando que duvidar da data iria levar ao “repúdio de Deus e nosso Senhor Jesus Cristo e o sangue com o qual nós fomos comprados”.[85] Em 1943, a sociedade moveu o evento para 1914.[86]
- Identidade das “autoridades superiores”. Russelll ensinou que as “autoridades superiores” de Romanos 13:1, para as quais os Cristãos deveriam mostrar sujeição e obediência, eram as autoridades governamentais. Em 1929, A Sentinela descartou essa visão, afirmando categoricamente que o termo se referia apenas a Deus e a Cristo, e dizendo que a mudança de doutrina era a evidência de uma “progressiva luz” de verdade brilhando para o povo escolhido de Deus.[87] Um estudo de 1952 de A Sentinela afirmou que as palavras de Romanos 13 “nunca poderiam ser aplicadas aos poderes políticos do mundo dos Césares, como fora alegado pelo clero da cristandade”,[88] e uma publicação de 1960 descreveu a antiga visão como um fator que havia tornado o movimento estudantil da Bíblia “sujo” aos olhos de Deus entre o período de 1914-1918. Dois anos depois, em 1962, A Sentinela voltou a pregar a doutrina inicial de Russell.[89]

- Identidade e função do Corpo Governante. Menções freqüentes do termo “Corpo Governante” começaram na Sociedade Torre de Vigia na década de 1970.[90] O Corpo Governante era inicialmente identificado vagamente como os sete membros de direção da Sociedade Torre de Vigia,[91] embora a direção no tempo não tivesse nenhum papel em estabelecer doutrinas da Torre de Vigia ou em fazer editoriais e publicar decisões. Essas decisões eram tomadas inteiramente pelo presidente da Sociedade, que tinha liberdade irrestrita.[92] Tal cargo existiu desde as origens da Sociedade Torre de Vigia: uma Sentinela de 1923 afirmou que Russell sozinho dirigia a política e o curso da Sociedade “sem responder a nenhuma outra pessoa na terra”,[93] e ambos os seus sucessores, Rutherford e Knorr, também atuavam sozinhos em estabelecer doutrinas da Torre de Vigia. Uma mudança organizacional de primeiro de Janeiro de 1976 pela primeira vez deu ao Corpo Governante o poder para controlar as doutrinas[94] e se tornar o conselho supremo das Testemunhas de Jeová.[95] Apesar disso, a Torre de Vigia de 1971 alegou que o Corpo Governante dos cristãos escolhidos tinha existido desde o século XIX para governar os assuntos do povo escolhido de Deus.[96]
- Tratamento de membros desassociados. Na década de 1950, quando a dissociação se tornou comum, as Testemunhas não deveriam ter nada com os membros expulsos, nem mesmo poderiam conversar ou demonstrar reconhecimento a eles.[97] Membros da família de indivíduos expulsos tiveram permissão para ter "contatos absolutamente necessários em questões relativas a interesses familiares", mas não puderam discutir assuntos espirituais com eles.[98] Em 1974, a Torre de Vigia, reconhecendo que algumas testemunhas pouco equilibradas tivessem demonstrado comportamento mal-educado, desumano e possivelmente cruel em relação aos expulsos,[99] relaxou as restrições ao contato familiar, permitindo às famílias escolher por si mesmas a extensão de sua associação,[100] incluindo a possibilidade de discutir assuntos espirituais.[101] Em 1981, uma reversão da política ocorreu, com Testemunhas sendo instruídas a evitar qualquer interação espiritual com os membros desassociados, incluindo mesmo um parente próximo.[102] As Testemunhas eram instruídas a evitar cumprimentar pessoas desassociadas.[102] Pais tinham a permissão de cuidar das necessidades materiais de uma criança menor dissociada. Um pai doente ou uma criança fisicamente e emocionalmente doente poderiam ser aceitos de volta em casa “por um tempo”. As Testemunhas eram instruídas a não comer com um parente desassociado e eram avisadas de que influência emocional poderia amaciar sua resolução.[103] Em 1980, os quartéis generais das Testemunhas de Jeová no Brooklin aconselhou aos superintendentes viajantes que uma pessoa não precisava promover “visões apóstatas” para ser desassociada; eles diziam que “uma ação judicial apropriada” deveria ser tomada contra uma pessoa que “continua a acreditar em ideias apóstatas e rejeita o que lhe foi fornecido” através da Torre de Vigia.[104] As regras sobre o ostracismo foram reinterpretadas em 1981, passando a incluir aqueles que haviam resignado da religião voluntariamente.[105]

### Autoritarismo e proibição da livre expressão
A liderança da religião foi descrita como autocrática e totalitária, com críticas focando nas demandas da Sociedade Torre de Vigia pela obediência e lealdade das Testemunhas, sua intolerância em relação a discussões abertas e de dissenso de doutrinas e práticas, e a prática de expulsar e ostracizar membros que não concordam com todos os ensinamentos da religião.
O ex-Testemunha Raymond Franz acusou o Corpo Governante da religião de depreciar e procurar silenciar os pontos de vista divergentes dentro da organização, e demandar conformidade organizacional que substitui a consciência pessoal, porém as Testemunhas de Jeová afirmam que possuem uma consciência pessoal.
O sociólogo Andrew Holden disse que as Testemunhas aprendem sua teologia de uma forma altamente mecânica, aprendendo quase de cor num método que Raymond Franz descreveu como seções de pergunta-e-resposta “catequísticas”, nas quais ambas as questões e as respostas eram providenciadas pela organização, criando prazer na Testemunha ao repetir o pensamento da organização. Ex-Testemunhas como Heather e Gary Botting alegaram que as Testemunhas “recebem ditado o que devem sentir e pensar”. Porém não se deve esquecer que as Testemunhas de Jeová como grupo devem pensar do mesmo modo, por isso possuem um corpo governante para que isso aconteça.

### Descrição como uma seita
As Testemunhas de Jeová afirmam oficialmente que não são uma seita e alegam que, embora os indivíduos precisem de uma orientação adequada de Deus, devem fazer o seu próprio pensamento. Entretanto, os autores Anthony A. Hoekema, Ron Rhodes e Alan W. Gomes afirmam que as Testemunhas de Jeová são uma seita religiosa. Hoekema baseia seu julgamento em uma gama do que ele descreve como características gerais de uma seita, incluindo a tendência de elevar os ensinamentos periféricos (como a pregação porta-a-porta) a grande proeminência, fonte de autoridade extra-escriturística (Hoekema destaca os ensinamentos da Torre de Vigia de que a Bíblia só pode ser entendida com base na interpretação do Corpo Governante), uma visão do grupo como a comunidade exclusiva para a salvação (as publicações da Torre de Vigia ensinam que somente as Testemunhas são o povo de Deus e somente elas sobreviverão ao Armagedom). O papel central do grupo na escatologia (Hoekema diz que as publicações das Testemunhas afirmam que o grupo foi chamado à existência por Deus para preencher uma lacuna na verdade negligenciada pelas igrejas existentes, marcando o clímax da história sagrada). Em 1992, o erudito americano J. Gordon Melton colocou a denominação das Testemunhas de Jeová em uma lista de "seitas estabelecidas". Porém, ele e outros têm sido mais relutantes em usar o termo "seita" para vários grupos, incluindo as Testemunhas de Jeová, porque o termo seria considerado muito controverso.

### Demonização dos críticos da religião
A Sociedade Torre de Vigia rotula pejorativamente os críticos da organização de 'apóstatas'. As Testemunhas de Jeová seguem ordens emanadas da matriz, a Sociedade Torre de Vigia de Bíblias e Tratados dos Estados Unidos, que orienta todos os membros a não visitarem páginas e a não lerem matérias críticas a religião. No seu serviço de pregação, as Testemunhas de Jeová debatem abertamente sobre aspectos que consideram negativos em outras religiões. No entanto, as matérias que escrutinam criticamente sua própria religião são comparadas pela Sociedade Torre de Vigia, através de suas publicações, a ‘alimento venenoso’, ‘mortífera doença contagiosa’, ‘propaganda diabólica’, e ‘gangrena’ produzida sob alegada ‘influência demoníaca’  daqueles que a Sociedade Torre de Vigia convencionou chamar de ‘apóstatas’, ou seja, qualquer um que tente analisar criticamente a religião.  A Sociedade Torre de Vigia de Bíblias e Tratados deixa claro em suas publicações que teme a evasão de membros que tenham tido contato com material que analisa a organização criticamente e sob vários ângulos.  Elas, as Testemunhas de Jeová, tem autorização da Sociedade Torre de Vigia para ler somente material publicado pela própria Sociedade, sendo altamente desaconselhável a consulta a qualquer outra fonte.

### Teoria da Evolução
A Sociedade Torre de Vigia ensina uma combinação da teoria do hiato e da teoria dia-era. Ele descarta o criacionismo da Terra Jovem como "antibíblico e inacreditável", e afirma que as Testemunhas de Jeová "não são criacionistas" com base que eles não acreditam que a Terra tenha sido criada em seis dias literais.
As publicações da Sociedade Torre de Vigia tentam refutar a teoria da evolução, em favor da criação divina. As visões sobre evolução da Sociedade Torre de Vigia provocaram críticas a sua objeções à evolução. Gary Botting descreveu sua própria dificuldade como Testemunha de Jeová para reconciliar a criação com observações simples da diversificação de espécies, especialmente após discussões com J. B. S. Haldane na Índia.
A publicação de 1985 da Sociedade,  Life—How Did it Get Here? By Evolution or by Creation?  é criticado por sua ênfase excessiva em Francis Hitching, que é citado treze vezes. O livro apresenta Hitching - um escritor de TV e paranormalista sem credenciais científicas - como cientista evolucionista. Richard Dawkins também critica o livro por implicar que o "acaso" é a única alternativa para deliberar o design, afirmando: "As soluções candidatas ao enigma da improbabilidade não são, como implicitamente falso, design e acaso. Eles são design e seleção natural".

## Sangue
Testemunhas de Jeová rejeitam transfusões de qualquer sangue alogênico e seus componentes primários (glóbulos vermelhos, glóbulos brancos, plaquetas e plasma), e transfusões de sangue autólogo armazenado ou seus componentes primários. Como doutrina, as Testemunhas de Jeová não rejeitam a transfusão de sangue completamente autólogo, no caso de ele não ter sido armazenado antes da cirurgia (por exemplo, extração peri-operatória e transfusão de sangue autólogo). As Testemunhas de Jeová compreendem escrituras como Levítico 17:10-14 e Atos 15:28,29 (que fala em não comer sangue de "qualquer tipo de carne" ou 'abster-se de sangue'),  como incluindo tomar sangue no corpo via transfusão.  Muita controvérsia se origina, contudo, do que os críticos chamam de inconsistências na política das Testemunhas referentes ao sangue, das alegações de que os pacientes das testemunhas são coagidos a recusar o sangue e de que a Sentinela distorce os fatos sobre transfusão e falha em providenciar informação que possibilitaria às Testemunhas fazer uma decisão informada nessa questão.

### Crenças Médicas Ultrapassadas
Osamu Muramoto diz que a Sociedade Torre de Vigia se baseia em livros médicos seculares e descartados pela medicina para suportar suas asserções de que as transfusões de sangue são o mesmo que comer sangue. Uma publicação da Sentinela de 1990 sobre sangue citou um livro de um anatomista do século XVII para suportar sua visão. Muramoto diz que a visão de que sangue é alimento, ainda defendida nas publicações da Sentinela, foi abandonada pela medicina moderna há décadas. Ele criticou uma analogia normalmente usada pela Sociedade, na qual se diz: “Considere um homem que recebe a ordem do médico para se abster de álcool. Ele estaria sendo obediente se deixasse de beber álcool mas colocasse-o direto em suas veias?”. Muramoto diz que a analogia é falsa, explicando: “Álcool oralmente ingerido é absorvido como álcool e circula como tal no sangue, enquanto sangue é digerido e não entra na circulação como sangue. Sangue introduzido direto nas veias circula e funciona como sangue, não como nutrição. Logo, transfusão de sangue é uma forma de transplantação de órgão celular. E... transplantes de órgãos são atualmente permitidos pelas Testemunhas de Jeová”.

### Implicações Legais
A despeito das considerações médicas, as Testemunhas de Jeová advogam que os médicos deveriam respeitar o direito do paciente de escolher quais tratamentos ele aceita ou não (embora uma Testemunha esteja sujeita a sanções religiosas se escolher o direito de receber transfusão de sangue, de acordo com críticos). Os Estados Unidos tendem a não tratar os médicos como responsáveis por efeitos de saúde adversos em um paciente que decide não aceitar os procedimentos indicados.  No entanto, o ponto de vista de que os médicos devem, sob quaisquer circunstâncias, servir aos desejos religiosos dos pacientes não é reconhecido, por exemplo, na França.
Kerry Louderback-Wood alegou que as coorporações legais das Testemunhas de Jeová estão potencialmente sujeitos à demandas de compensação por mal-representação dos riscos médicos em matéria de transfusão de sangue. Wood alega que as garantias constitucionais de liberdade religiosa não removem a responsabilidade legal que toda a pessoa ou organização têm a respeito de representar erroneamente fatos seculares.
Embora o direito de rejeitar a transfusão de sangue seja geralmente aceito no caso dos adultos, muitas Testemunhas sofreram processo judicial por impedirem que os filhos menores de idade recebessem o sangue.  Alguns julgamentos decidiram, em situações específicas, que menores tivessem acesso à transfusão de sangue.

## Racismo na Torre de Vigia
Charles Taze Russell, fundador da Sociedade Torre de Vigia, acreditava que a cor negra era uma degeneração, e que os negros seriam restituídos a uma condição original com o apocalipse, dependendo de sua humildade. A edição d’A Torre de Vigia de Sião (em inglês), antecessora de A Sentinela, de 15 de fevereiro de 1904 dizia que “Deus poderia mudar a cor da pele dos etíopes no tempo devido”, acrescentando que era comprovado que um menino negro de nove anos havia mudado de cor de pele (para o branco). A Sentinela de primeiro de agosto de 1898 afirmava que “a raça negra descende de Ham, cuja degradação especial é mencionada em Gênesis 9:22,25”. Essa afirmação é reiterada numa edição de A Sentinela (Sociedade Torre de Vigia de Tratados de Sião, em português) atualmente conhecida por A Sentinela, de 15 de julho de 1902, que alega: “nós não podemos afirmar com certeza que os filhos de Cam e Canaan são os negros, mas nós consideramos esta visão geral tão provável quanto qualquer outra”. A mesma edição continuava dizendo, nas páginas 215 a 216, que “enquanto é verdade que a raça branca exibe certas qualidades superiores acima de qualquer outra, nós devemos lembrar que existem diferenças amplas na mesma família caucasiana (semítica e ariana); (...) O segredo da inteligência e habilidade superiores do caucasianos deve ser atribuída sem dúvida à mistura de sangue entre seus variados ramos; e isso foi evidentemente forçado em larga medida por circunstâncias sob o controle divino”. Uma revista A Torre de Vigia de Sião de primeiro de Outubro de 1900 trazia uma história de como um negro chamado William H. Draper havia, milagrosamente, se tornado branco, em resposta a uma oração.
A revista A Idade de Ouro de 24/7/1929, p. 207, afirma que os negros são uma "raça de serviçais". A Sentinela de 1/2/1952, p. 95 também afirma que: "Realmente, nossos irmãos de cor tem um grande motivo para alegrar-se. A raça deles [negra] é dócil e educável..." Outra edição de A Sentinela faz a seguinte afirmação: "As raças negra e latina provavelmente sempre serão inclinadas à superstição."
Uma antecessora da revista Despertai, a revista Idade de Ouro (em inglês The Golden Age),  de 24 de julho de  1929, na página 702, dizia que:  “Acredita-se, geralmente, que a maldição que Noé pronunciou sobre Canaã era a origem da raça negra. É certo que, quando Noé disse: "Maldito seja Canaã, servo dos servos seja aos seus irmãos", ele imaginou o futuro da raça negra”. A postura da Torre de Vigia em relação aos negros começou a mudar na década de 50, quando estes passaram a ser considerados uma raça “passível de ser ensinada”, nas palavras duma Sentinela de primeiro de fevereiro de 1952, na página 95. De acordo com a Sociedade Torre de Vigia, as Testemunhas de Jeová respeitam, hoje, todas as raças. No entanto, essa mudança de postura pode ser observada em várias Igrejas e religiões. Ademais, até a última década, nenhum negro participou do Corpo Governante das Testemunhas de Jeová.

## Testemunhas de Jeová e as Nações Unidas
As Testemunhas de Jeová acreditam que as Nações Unidas são uma das “autoridades superiores” que existem por permissão de Deus, e que presentemente servem ao propósito de manter a ordem, mas eles se recusam a lhe dar suporte político ou considerá-la forma de atingir paz e segurança. As Testemunhas de Jeová também acreditam que a ONU é a “imagem da besta” de Apocalipse 13:1-18, e a segunda realização da profecia em Mateus 24:15 e o meio político que será usado para devastar as religiões organizadas do resto do mundo. Como os outros poderes políticos, a ONU deve ser destruída com a chegada do Reino de Deus como afirma a Sentinela. As Testemunhas de Jeová denunciaram outras organizações religiosos por terem oferecido suporte político à ONU.
No dia 8 de outubro de 2001, um artigo foi publicado pelo jornal britânico Guardian questionando o registro da Sociedade Torre de Vigia de Bíblias e Tratados como uma organização não governamental (ONG) no Departamento de Informação Pública das Nações Unidas e acusando a Sociedade Torre de Vigia de Hipocrisia. Após poucos dias depois da publicação do artigo, a Sociedade Torre de Vigia de Bíblias e Tratados submeteu um pedido formal de dissociação, removendo toda a sua ligação com o Departamento de Informação Pública da ONU, e publicaram uma carta dizendo que se tinham associado à ONU para poder acessar suas dependências. De acordo com o site da ONU, a associação da Torre de Vigia significou “a aceitação, por parte da organização, dos princípios das Nações Unidas e cometimento com programas de informação efetivos com seus constituintes... incluindo apoio e respeito aos princípios da Carta das Nações Unidas", reconhecendo que o objetivo da associação é "promover conhecimento dos princípios e atividades das Nações Unidas". De acordo com o Guardian, contudo, “uma publicação... enxerga a ONU como uma coisa asquerosa aos olhos de Deus e seu povo”.

## Nazismo e as Testemunhas de Jeová
Muitos críticos apontam problemas em relação ao relato oficial das Testemunhas de Jeová de como foram perseguidos pelos nazistas. Em primeiro lugar, enquanto a Sociedade exalta Erich Frost, um dos seus líderes na época, documentos da Gestapo demonstram que Frost traiu grupos de funcionários da Sociedade Torre de Vigia durante o nazismo, tendo entregue uma lista de nomes para a polícia nazista. As fotocópias dos documentos da Gestapo sobre o interrogatório de Frost estão disponíveis em abundância na internet. De acordo com alguns críticos, a Sociedade Torre de Vigia teria enfeitado alguns de seus salões em Wilmersdorf com suásticas e bandeiras nazi. A revista Despertai! de 8 de julho de 1998 diz que isso não “é de importância”. Além disso, o artigo desta revista despertai teria comprovado que a melodia utilizada por um dos cânticos entoados pelas Testemunhas de Jeová nesta assembleia fora a mesma do hino nacional alemão. No entanto, a revista esclarece que "a letra desse cântico foi adaptada à música composta por Joseph Haydn em 1797. O Cântico 64 já estava no cancioneiro dos Estudantes da Bíblia pelo menos desde 1905", e em 1922 o governo alemão teria adotado a mesma melodia, embora as testemunhas de Jeová na Alemanha e em outros países continuassem entoando-o ocasionalmente.
O historiador canadense James Penton, ex-Testemunha de Jeová e crítico do grupo, afirmou que a Declaração era um documento comprometedor que prova "que os líderes da Torre de Vigia estavam tentando ceder aos nazistas, pois a Declaração de Fatos e a carta a Hitler estavam em muitas maneiras dizendo exatamente o que os próprios nazistas estavam dizendo". Penton disse que as declarações "anti-semitas" sobre os judeus foram espelhadas em declarações de Hitler em Mein Kampf e no ensaio de 1927 Wir Forden do ministro da Propaganda Joseph Goebbels., bem como os publicados pelo propagandista nazista Julius Streicher como o inicio do boicote judaico.

### Alegação de Números Falsos acerca das vítimas do Nazismo
Parece que não existe um consenso quanto ao número efetivo de Testemunhas de Jeová vítimas do nazismo.  Desde o final da guerra que uma tentativa desesperada por números tomou posse da Sociedade Torre de Vigia para igualar com o elevado número de Judeus, Ciganos e Homossexuais que morreram durante este período terrível da História. Essa tendência se deve, talvez, ao fato de que quantos mais mortos, maior a credibilidade e a aceitação pública da Sociedade.
Em A Sentinela de 15 de Dezembro de 1950, p. 500 lemos: "Já durante o regime de Hitler, cerca de 1.000 Testemunhas de Jeová foram executadas como traidores, porque não só recusaram servir na guerra, mas também se opuseram abertamente à autoridade de Hitler. Outras 1.000 Testemunhas de Jeová morreram em prisões e campos de concentração." Em 1951, na Sentinela de 15 de Fevereiro, pp. 105–106 voltam a mencionar o número redondo que já tinham referido dois meses antes, 2.000 mortos: "É por essa razão que durante o regime Nazi na Alemanha, de 1933 a 1945, as Testemunhas de Jeová naquele país recusaram reconhecer Hitler como o seu Fuehrer ou Líder, e foram mandadas para campos de concentração e prisões, onde 2.000 tiveram uma morte cruel, e das 8.000 que voltaram com vida, 2.000 ficaram inválidas para o resto das suas vidas."  Nove anos depois a Sentinela de 1º de Junho de 1960, p. 327 diz: "Hitler não conseguiu fazê-las transigir nas prisões e campos de concentração, onde torturou 10.000 delas, e os Comunistas também não o estão a conseguir nas suas temíveis prisões e campos de trabalho escravo." 
Vemos nestas três citações claramente um número redondo de 2.000 mortos e de 10.000 torturados por Hitler. Estes números foram modificados na Sentinela de 1º Janeiro de 1964, p. 13 que regista o dobro das baixas dentro dos 10.000. "Hitler, um Católico Romano, o braço da sua igreja na Alemanha, proibiu as Testemunhas de Jeová de pregar o reino de Deus, e estes Cristãos hodiernos tiveram de dizer à Gestapo, a polícia de Hitler: 'Se é justo à vista de Deus escutar-vos antes que a Deus, julgai por vós mesmos.' Eles continuaram a pregar, embora 10.000 deles tenham sido postos em campos de concentração e mais de 4.000 tenham morrido ali. Os restantes praticamente morreram à fome. O fim da guerra contribuiu para que sobrevivessem." 
Onze anos mais tarde, a Sociedade Torre de Vigia no seu Anuário das Testemunhas de Jeová de 1975, p. 214 além de anunciar o Armagedom previsto para esse ano, reduz ao mesmo tempo e de forma drastica o número de vítimas, apresentando resultados mais confiáveis: "Mas, apesar das condições difíceis, como se regozijavam os que adoravam a Jeová! Tiveram o privilégio de provar sua integridade ao Regente Soberano do universo. Durante o regime de Hitler, 1.687 deles perderam seus empregos, 284 seus negócios, 735 os seus lares e 457 não obtiveram permissão de exercer sua profissão. Em 129 casos, sua propriedade foi confiscada, a 826 pensionistas se negou o pagamento de suas pensões, e 329 outros sofreram outras perdas pessoais. Houve 860 crianças que foram retiradas do convívio dos pais. Em 30 casos, dissolveram-se casamentos devido à pressão por parte das autoridades políticas, e, em 108 casos, foram concedidos divórcios quando solicitados por cônjuges opostos à verdade. Um total de 6.019 foram presos, vários deles duas, três ou até mesmo mais vezes, de modo que, somando tudo, 8.917 prisões foram registradas. Juntando-se tudo, foram sentenciados a 13.924 anos e dois meses de prisão, mais de duas vezes o período desde a criação de Adão. Um total de 2.000 irmãos e irmãs foram lançados nos campos de concentração, onde gastaram 8.078 anos e seis meses, uma média de quatro anos. Um total de 635 pessoas morreram na prisão, 253 tendo sido sentenciadas à morte e 203 delas tendo realmente sido executadas. Que belo registro de integridade!" 
Alega-se que, a partir desses documentos, a Sociedade Torre de Vigia parecia ter conhecimento exato de quantas Testemunhas de Jeová foram vítimas do nazismo, sendo que bem mais de metade dos que se encontravam presos foram posteriormente libertados. Portanto, os números apresentados nas primeiras edições eram claramente inflacionados. O número de efetivos nos campos de concentração soma o total de 2000, cerca de metade destes foram também libertos mais tarde pelo fim da guerra, números mais precisos e bem menos redondos. Assim sendo, os aclamados 10.000 residentes nos campos de concentração passaram a ser 2.000, e os 4.000 que permaneceram com a sua integridade até à morte ficaram reduzidos a apenas 635.	
Se o alerta dado pela Sociedade Torre de Vigia para a chegada do Armagedom trouxe consigo números precisos, como que motivados por um arrependimento súbito de quem se sente à beira de um Apocalipse, o facto do mesmo não ter ocorrido como previsto, trouxe novamente a busca ávida por números maiores desta vez destacando historiadores, cientistas e escritores externos à Sociedade Torre de Vigia de forma a dar sustentabilidade ao que esta publicava. Na Sentinela de 1º de Janeiro de 1989, p. 21. encontra-se um exemplo disso. "O livro Mothers in the Fatherland relatou: "[As Testemunhas de Jeová] foram mandadas para campos de concentração, um milhar delas foram executadas, e outro milhar morreu entre 1933 e 1945.... Católicos e protestantes ouviram os seus clérigos instarem com eles para que cooperassem com Hitler. Se resistiram, fizeram-no contra as ordens tanto da igreja como do estado."  É importante denotar que a fonte usada para os números apresentados pelo livro externo a Sociedade Torre de Vigia, Mothers in the Fatherland, é nada mais nada menos que a própria Sentinela de 15 de Dezembro de 1950 dando assim uma aparente mas falsa credibilidade aos dados apresentados. Assim, os 635 mortos voltaram a ser 2.000, em um raciocínio circular.
Parece que o 50º aniversário do final da guerra trouxe novamente a vontade súbita de inflacionar os números de vítimas Testemunhas de Jeová. Em 1994 e 1995, a Sociedade Torre de Vigia efetuou várias sessões de propaganda sobre aquilo que aconteceu durante os anos do regime Nazi. Em 29 de Setembro de 1994, realizaram um seminário no museu do Holocausto em Washington DC. Em 28 e 30 de Março de 1995, foram feitos mais dois na França, o primeiro em Estrasburgo e o segundo em Paris. O mais importante evento foi o realizado em Brandenburg, Alemanha, em 27 de Abril, uma exposição com o tema "Memoire de Témions" ("Memórias de Testemunhas"). Para dar uma maior credibilidade a esta propaganda, teriam sido convidados historiadores e políticos. Na França, um antigo governante foi até convidado a dizer algumas palavras.
Um exemplo de um convidado desta exposição a proferir um discurso, é apresentado no artigo da página 10 da revista Despertai! de 22 de Agosto de 1995: "Porque é que as Testemunhas de Jeová estavam tão bem familiarizadas com os campos de concentração? Quando a Segunda Guerra Mundial começou, em 1939, já havia 6.000 Testemunhas confinadas em campos e prisões. O historiador Alemão Detlef Garbe estima que as Testemunhas naquele tempo eram entre 5 a 10 porcento da totalidade da população nos campos! Num seminário acerca das Testemunhas e o Holocausto, Garbe declarou: "Das 25.000 pessoas que no princípio do Terceiro Reich admitiram ser Testemunhas de Jeová, cerca de 10.000 foram encarceradas durante algum tempo. Destas, 2.000 foram admitidas a campos de concentração. Isto significa que as Testemunhas de Jeová foram, de todos os grupos religiosos, o mais severamente perseguido pela SS, com excepção dos Judeus." 
O  historiador mencionado foi buscar muitos dos seus números à literatura das Testemunhas, que, como vemos não são consensuais, e, o próprio historiador Garbe ignora a diferença entre uma Testemunha e uma pessoa que assiste ao memorial. Cerca de 91.000 pessoas assistiram ao memorial na Alemanha em 1932/33, isto não significa que todos fossem Testemunhas de Jeová. Na verdade, assim como acontece hoje, boa parte dos presentes num memorial são amigos, pessoas que se sentem atraídas à doutrina e familiares que ainda não se associaram através do batismo com a religião ou se tornaram reconhecidos publicadores não batizados. Também é interessante que num total de 6.019 Testemunhas presas, nunca podia ter havido 10.000 encarceramentos. As alegadas 10.000 Testemunhas de Jeová que estiveram supostamente em prisões e campos, passaram depois a apenas estar em campos, e por fim subitamente todas elas estiveram "encarceradas".
De acordo com alguns críticos as mortes trágicas de Testemunhas de Jeová poderiam ter sido evitadas se não fossem as ordens dadas pelo presidente da Sociedade Torre de Vigia, J. F. Rutherford, que mandou que fosse distribuída literatura da Sentinela em pleno regime Nazi sabendo perfeitamente que isto inflamaria a sua ira.
A revista Despertai! de 8 de Junho de 1996 pp. 16 a 19 que relatou as exposições ocorridas em 1995 com bastante satisfação, rebate sutilmente esta crítica: “Outros painéis mostraram como as Testemunhas de Jeová foram vítimas da desinformação e como, a partir de 1935, elas distribuíram revistas e tratados que expunham os abusos do nazismo.” 
Em suma, de acordo com os críticos, tais aumentos repentinos de mortes e prisões tiveram como objectivo conseguir em tempos oportunos a simpatia e a aceitação das autoridades e do público em geral mas em especial da Alemanha onde as Testemunhas de Jeová tentaram ser reconhecidas pelo Estado Alemão com o estatuto de Comunidade Religiosa, a princípio sem êxito em 1997, mas finalmente reconhecidas pela Corte Constitucional Federal Alemã, em Karlsruhe, em 2001.

### Proximidade ideológica com o nazismo
Segundo o historiador e especialista Richard Evans, "as testemunhas de jeová tinham similaridades com as pequenas seitas antiprogressistas do período imediato ao fim da Primeira Guerra Mundial, das quais o próprio nazismo havia surgido". Segundo alguns historiadores, as Testemunhas de Jeová contribuíram com o nazismo durante os primeiros anos do Reich e inclusive cortejaram o nazismo usando linguajar anti-ssemita em suas publicações. Documentos de 1933 demonstram que a Sociedade Torre de Vigia tentou se adaptar temporariamente à administração hitlerista, demonstrando aprovação ou apoio às políticas nazistas.

## Pedofilia e abuso de crianças
Críticos como a Silentlambs acusaram as Testemunhas de Jeová de empregar políticas organizacionais que tornam a denúncia de abuso sexual difícil aos membros. Algumas vítimas de abuso sexual por parte de membros das Testemunhas de Jeová afirmaram que, ao tentarem reportar abuso sexual, foram obrigados a manter silêncio pelos anciões locais para evitar envergonhar a organização e os acusados.
A política oficial da religião, contudo, diz que todos os anciãos devem obedecer todos os requisitos legais de denúncia de abuso sexual. Casos de pedofilia e abuso de crianças nas testemunhas de Jeová culminaram com prisões de anciãos. Alguns jogavam “strip poker” com as vítimas. Em 2007, a agência de informações oficiais das Testemunhas de Jeová afirmou que apenas existiram 11 casos de pedofilia entre os anciãos, e que de todos os processos movidos contra a Sociedade (13, no total), apenas 5 haviam sido decididos de forma não favorável à organização (embora os pedófilos normalmente sejam punidos). Novos casos de pedofilia, contudo, surgem continuamente na religião. Em pelo menos nove casos de abuso por anciãos, até 2007, a Sociedade Torre de Vigia pagou às vítimas para encerrar o caso, visando não sofrer uma ação judicial. De acordo com a NBC, a quantia paga às vítimas em apenas um dos caso  deve ter girado em torno de 780 mil dólares, e a Torre de Vigia tinha conhecimento dos casos de abuso.

## Desassociação
As Testemunhas costumam desassociar aqueles que, sem arrependimento, incorrem em “grande pecado”, (principalmente por desrespeitos ao código de moral pessoal da Sociedade Torre de Vigia), e “apostasia sem arrependimento”, alegadamente devido à preservação da limpeza espiritual da congregação  e por uma possível mudança de atitude por parte do membro culpado. (1 Cor. 5:9-13) A prática requer que a pessoa expulsa seja ostracizada por todos os membros da religião, incluindo membros de sua família que não vivem na mesma casa, a não ser que se qualifique para readmissão.
Um ex-membros da religião que passou por esse procedimento interno o descreve:
Foi a situação mais constrangedora da minha vida. A gente se sente a pior pessoa do mundo... prefiro morrer a ter que viver outra vez.

## Banimento da Russia
Em 20 de abril de 2017 a Suprema Corte da Rússia decidiu banir as Testemunhas de Jeová do país, reafirmando decisões de tribunais inferiores em 2004 e 2016.
Segundo a corte, a denominação foi considerada uma "organização extremista" e "uma ameaça aos direitos dos cidadãos, à ordem pública e à segurança pública". Como resultado, Qualquer tipo de prática religiosa da organização será criminalizada, além de terem de entregar todas as suas propriedades para o Estado.
Os procuradores afirmaram que as atividades das Testemunhas de Jeová violavam "a lei russa de combate ao extremismo" e  "as leis russas de saúde". Além disso, alegaram que seus panfletos incitavam o ódio contra outros grupos, como um que citava o romancista Leon Tolstói ao descrever a doutrina da Igreja Ortodoxa Russa como superstição e feitiçaria. Os Representantes das Testemunhas de Jeová classificaram a ação como "ilegal" e afirmaram que apelariam da decisão perante o Tribunal Europeu dos Direitos Humanos. Subsequentes apelos em tribunais russos foram rejeitados em julho de 2017 e maio de 2018.